# Otto Licha
Otto Licha, avstrijski rokometaš, * 2. november 1912, † 9. april 1996.
Leta 1936 je na poletnih olimpijskih igrah v Berlinu v sestavi avstrijske rokometne reprezentance osvojil srebrno olimpijsko medaljo.